# Buschschwanzratte
Die Buschschwanzratte (Neotoma cinerea) ist eine in Nordamerika lebende Art der Neuweltmäuse.

## Merkmale
Buschschwanzratten erreichen eine Gesamtlänge von bis zu 46 Zentimetern, wovon ungefähr die Hälfte auf den Schwanz entfällt. Männchen wiegen 300 bis 600 Gramm, während Weibchen nur 250 bis 350 Gramm erreichen. Die Tiere im Norden des Verbreitungsgebietes sind in Übereinstimmung mit der Bergmannschen Regel größer als die Tiere im Süden.  Ihr Fell ist an der Oberseite graubraun gefärbt, die Unterseite ist heller. Namensgebendes Merkmal ist der Schwanz, der im Gegensatz zu den anderen Buschratten buschig ist.

## Verbreitung und Lebensraum
Buschschwanzratten sind vom nördlichen Kanada bis in die südlichen USA (Arizona) verbreitet. Sie bewohnen eine Reihe von Lebensräumen und kommen sowohl in borealen Nadelwäldern wie auch in Wüsten vor. Häufig sind sie in Gebieten mit felsigem Untergrund zu finden, da sie Felsspalten als Unterschlupf benötigen. Manchmal bewohnen sie auch Häuser.

## Lebensweise
Diese Nagetiere errichten mit Gräsern und anderem Pflanzenmaterial ausgekleidete Nester. Sie sind nachtaktiv und entfernen sich bei der Nahrungssuche selten weit von ihrem Unterschlupf. Ihre Streifgebiete sind klein, sie leben einzelgängerisch und reagieren aggressiv auf Artgenossen. Buschschwanzratten sind dafür bekannt, in ihren Nestern zahlreiche Objekte zu sammeln, häufig glitzernde oder schillernde Gegenstände. Bemerken sie einen aus ihrer Sicht attraktiveren Gegenstand als den, welchen sie gerade tragen, lassen sie den alten liegen und nehmen den neuen mit. Dieser Eigenschaft verdanken sie im Englischen die Namen „trade rats“ oder „pack rats“ – eine Bezeichnung, die auch auf Personen mit dem Messie-Syndrom angewandt wird.
Ihre Nahrung besteht aus Wurzeln, Stängeln, Blättern, Samen und anderem Pflanzenmaterial. Gelegentlich nehmen sie auch Insekten zu sich.
Diese Tiere sind sehr fruchtbar, die Weibchen können mehrere Würfe im Jahr austragen. Nach einer rund 30-tägigen Tragzeit kommen etwa drei (manchmal auch bis zu sechs) Jungtiere zur Welt.